# Белеш
Белеш е село в Западните покрайнини, община Цариброд, Пиротски окръг, Сърбия. През 2011 г. населението му е 773 души, през 2002 г. е било 830 души, а през 1991 г. – 784 души. В селото живеят предимно българи. До 1990 г. селото е част от землището на село Лукавица.